# NGC 2429
NGC 2429 (ook: NGC 2429A) is een spiraalvormig sterrenstelsel in het sterrenbeeld Lynx. Het hemelobject werd op 10 maart 1874 ontdekt door de Amerikaanse astronoom Ralph Copeland.

## Synoniemen
- UGC 3983
- MCG 9-13-39
- KCPG 138B
- ZWG 262.23
- VV 284
- PGC 21664